# Märchenerzählungen (Schumann)
Die Märchenerzählungen für Klarinette (Violine ad libitum), Viola und Klavier op. 132 schrieb Robert Schumann zwischen dem 9. und 11. Oktober 1853. Die einzelnen Sätze sind durch ein Kernmotiv miteinander verbunden. Sie sind seinem Schüler Albert Dietrich gewidmet. Erschienen sind sie im Februar 1854 bei Breitkopf & Härtel.

## Satzbezeichnungen
1. "Lebhaft, nicht zu schnell" 
 2/4-Takt, Tonart: B-Dur
2. "Lebhaft und sehr markiert" 
 2/4-Takt, Tonart: g-Moll
3. "Ruhiges Tempo, mit zartem Ausdruck" 
 3/4-Takt, Tonart: G-Dur
4. "Lebhaft, sehr markiert" 
 4/4-Takt, Tonart: B-Dur